# Anyphaena xiushanensis
Anyphaena xiushanensis är en spindelart som beskrevs av Song och Zhu 1991. Anyphaena xiushanensis ingår i släktet Anyphaena och familjen spökspindlar. Inga underarter finns listade i Catalogue of Life.